# فلاديمير تروشكن
فلاديمير تروشكن (بالأوكرانية: Володимир Миколайович Трошкін)‏، من مواليد 28 سبتمبر 1947، لاعب كرة قدم سوفييتي سابق، ومدرب كرة قدم أوكراني سابق.
لعب مع منتخب الاتحاد السوفييتي لكرة القدم.

## روابط خارجية
- فلاديمير تروشكن على موقع الاتحاد الدولي (مؤرشف)  (الإنجليزية)
- فلاديمير تروشكن على موقع الاتحاد الأوربي (الإنجليزية)
- فلاديمير تروشكن على موقع قاعدة بيانات كرة القدم.إي يو (الإنجليزية)
- فلاديمير تروشكن على موقع ناشيونال فوتبول تيمز (الإنجليزية)
- فلاديمير تروشكن على موقع عالم كرة القدم.نت (الإنجليزية)
- فلاديمير تروشكن على موقع أوليمبيديا (الإنجليزية)